# Gaio Flaminio (console 187 a.C.)
Gaio Flaminio (in latino: Gaius Flaminius; fl. 210 a.C.-181 a.C.) è stato un politico romano.

## Biografia
Figlio del console Gaio Flaminio Nepote, sconfitto da Annibale ed ucciso nella battaglia del Trasimeno.
Fu questore nel 210 a.C. in Spagna con Publio Cornelio Scipione.. L'anno successivo prese parte all'assedio di Cartagena, raccogliendo e catalogando il bottino di guerra.
Nel 196 a.C. era edile curule e distribuì alla popolazione romana una gran quantità di grano, che gli era stata fornita dai siciliani come dono di gratitudine in ricordo del padre.
Nel 193 a.C. fu nominato pretore e gli fu assegnata la provincia della Spagna Citeriore.
Nel 187 a.C. fu eletto console, mentre nel 181 a.C. fu uno dei triumviri fondatori di Aquileia.